# برج (استان معسکر)
برج (به عربی: البرج) یک شهرداری در الجزایر است که در استان معسکر واقع شده‌است. برج ۱۷٬۸۷۴ نفر جمعیت دارد.